# Sange (Südkivu)
Sange ist ein Dorf im Territorium Uvira in der Provinz Südkivu in der Demokratischen Republik Kongo. Es ist Hauptort des gleichnamigen Sektors (secteur oder groupement) und liegt im Tal des Sange an der Straße Musenyi - Kabere, rund 5 Kilometer westlich der Nationalstraße N 5 Uvira - Bukavu.

## Geschichte
- Siehe auch: Kivukrieg

Mitte September 2009 nahm Sange Flüchtlinge aus umliegenden Dörfern auf, welche ins Kreuzfeuer zwischen Armee und FDLR-Rebellen kamen.

## Trivia
Traurige Berühmtheit erlangte Sange, als am Abend des 2. Juli 2010 ein Tanklastwagen beim Versuch, einen Bus zu überholen, umkippte. Darauf versuchten verarmte Dorfbewohner auslaufendes Benzin in Gefäßen aufzufangen. Durch die Glut einer Zigarette oder nach dem Anzünden einer Kerosinlampe explodierte der Lastwagen und entzündete entlang dem ausgelaufenen Benzin eine ganze Reihe Wohnhäuser sowie das örtliche Kino, wo ein Fußballspiel übertragen wurde. Die Katastrophe forderte 271 Todesopfer und verletzte mehr als 150 Menschen. Solche Unfälle sind in Afrika leider häufig, da verarmte Menschen Öl für den Eigengebrauch oder den Verbrauch auf dem Schwarzmarkt abzapfen. Ein einziger Kanister Benzin kann auf dem Schwarzmarkt so viel wie mehrere Wochenverdienste einbringen. Außergewöhnlich war hier die äußerst hohe Anzahl Toter und Verletzter.